# Caittil Find
Caittil Find fue un caudillo hiberno-nórdico y señor de la guerra vikingo del siglo IX que aparece en los anales de Ulster como protagonista de una derrota en el campo de batalla, en el año 857. Algunos historiadores lo identifican con Ketil Nariz Chata, un prominente hersir noruego que conquistó las Hébridas y que tuvo una relación muy próxima con Olaf el Blanco, monarca del reino de Dublín, pero esta visión no está aceptada por todos.
Los anales de Ulster recogen la derrota de Ketil en Munster, Irlanda:
Roiniudh re n-Imar & re n-Amlaiph for Caittil Find cona Gall-Gaedelaibh h-i tiribh Muman.
Ímar y Amlaíb infligieron una derrota a Ketil el Justo y sus gaélico-nórdicos en las tierras de Muster.
Caittil puede ser una gaelización del nórdico antiguo Ketill, por lo que algunos historiadores encontraron similitudes con Ketil Nariz Chata (Ketill flatnefr). Según el historiador Alex Woolf, Ketill era un nombre popular en aquel periodo y no parece tan claro que la forma gaélica Caittil signifique nariz chata, más bien su significado sería blanco o justo. Las fuentes islandesas sobre Ketill Nariz Chata no le involucran en acontecimientos históricos de Irlanda. Ketill era suegro de Olaf el Blanco y Caittil es conocido por entrar en guerra contra Amlaíb.
Otros historiadores sugieren que Caittil pudo ser un rey del mar muy activo en Gales antes de sus incursiones en Irlanda.